# Ботаноміка
Термін Ботаноміка відноситься до програми економічних реформ тодішнього державного президента ПАР Пітера Віллема Бота який оголосив їх під час свого виступу 5 лютого 1988 року в парламенті в Кейптауні.
Заходи були відповіддю на важку економічну кризу який вразив ПАР в кінці вісімдесятих і передбачають:
- Введення податку на додану вартість (ПДВ) яка замінила загальний податок з продажів (ЗПП);
- Централізація державних фінансів;
- Приватизація державних компаній таких як Комісія з постачання електроенергії (афр. Elektrisiteitsvoorsieningskommissie (Eskom)), Південноафриканські транспортні послуги (афр. Suid-Afrikaanse Vervoerdienste (SAVD)), Пошта та телекомунікації (афр. Pos en Telekommunikasie (P&T)), виробника сталі Залізна та сталеливарна корпорація (афр. Yster- і Staalkorporasie (Yskor) і ряд доріг;
- Більш ефективне управління державними фінансами, скорочення держвидатків і погашення державного боргу (для якого буде використаний дохід від приватизації);
- Заохочення і розвиток інфраструктурних проектів та установ, малих підприємств в регіонах, що розвиваються;
- Дерегулювання на користь чорношкірих підприємців;
- Заморожування заробітної плати держслужбовців для боротьби з інфляцією;
- Економія витрат на соціальне забезпечення і зниження рівня деяких державних послуг.